# Liste der Biografien/Krud
Liste der Biografien |
Portal Biografien |
Personensuche
# |
A |
B |
C |
D |
E |
F |
G |
H |
I |
J |
K |
L |
M |
N |
O |
P |
Q |
R |
S |
T |
U |
V |
W |
X |
Y |
Z |
?
 
Ka |
Kb |
Kc |
Kd |
Ke |
Kf |
Kg |
Kh |
Ki |
Kj |
Kl |
Km |
Kn |
Ko |
Kp |
Kr |
Ks |
Kt |
Ku |
Kv |
Kw |
Ky |
Kx |
Kz
 
Kra |
Krb |
Krc |
Kre |
Krg |
Krh |
Kri |
Krj |
Krk |
Krl |
Krm |
Krn |
Kro |
Krp |
Krs |
Krt |
Kru |
Kry |
Krz
 
Krua |
Krub |
Kruc |
Krud |
Krue |
Kruf |
Krug |
Kruh |
Krui |
Kruj |
Kruk |
Krul |
Krum |
Krun |
Kruo |
Krup |
Krus |
Krut |
Kruu |
Kruy |
Kruz
Die Liste der Biografien führt alle Personen auf, die in der deutschsprachigen Wikipedia einen Artikel haben. Dieses ist eine Teilliste mit 11 Einträgen von Personen, deren Namen mit den Buchstaben „Krud“ beginnt.

## Krud

### Krude
- Krüdener, Burckhard Alexius Constantin von (1746–1802), russischer Diplomat
- Krüdener, Juliane von (1764–1824), livländisch-deutsche Adelige und pietistische SchriftstellerinJuliane von Krüdener (1764–1824)

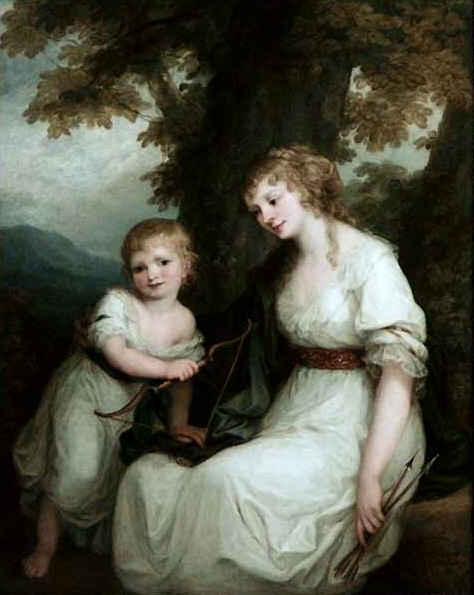
Juliane von Krüdener (1764–1824)

- Krüdener, Nikolai von (1811–1891), russischer GdI deutsch-baltischer Abstammung
- Krüdener, Paul Alexander von (1784–1858), russischer Botschafter
- Krüder, Ernst-Felix (1897–1941), deutscher Kapitän zur See der Kriegsmarine
- Kruder, Jernej (* 1990), slowenischer Sportkletterer
- Kruder, Peter (* 1967), österreichischer DJ, Produzent und Labelbetreiber

### Krudo
- Krudop, Hermann Hinrich (1889–1972), deutscher Politiker (DP)

### Krudy
- Krudy, Danielle, US-amerikanische Filmregisseurin und Drehbuchautorin
- Krúdy, Gyula (1878–1933), ungarischer Schriftsteller und Prosaist
- Krúdy, Jenő (1860–1942), ungarischer Mediziner und Amateurastronom